# Kastell Mehadia
Kastell Mehadia (antiker Name Praetorium) war ein römisches Hilfstruppenlager auf dem Gemeindegebiet von Mehadia, Kreis Caraș-Severin in der rumänischen Region Banat. Gemeinsam mit insgesamt 277 Stätten des Dakischen Limes wurde das Kastell Mehadia 2024 zum UNESCO-Weltkulturerbe erhoben.

## Quellen und Forschungsgeschichte

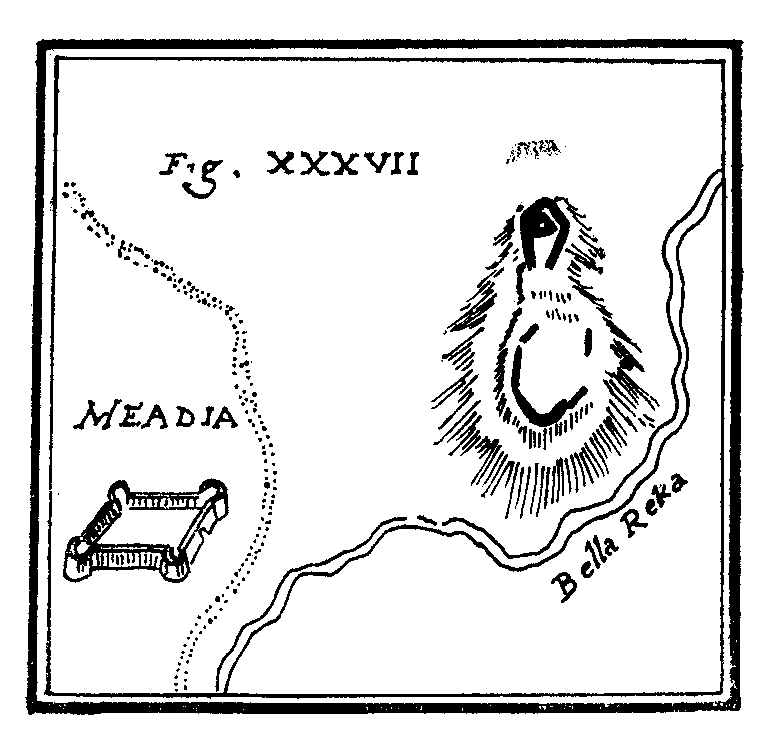
Darstellung des römischen Kastells (links) und der mittelalterlichen Burg Mehadia (rechts) auf einer Karte des Werks Danubius Pannonico-Mysicus (1726) von Luigi Ferdinando Marsigli (1658–1730)

## Lage

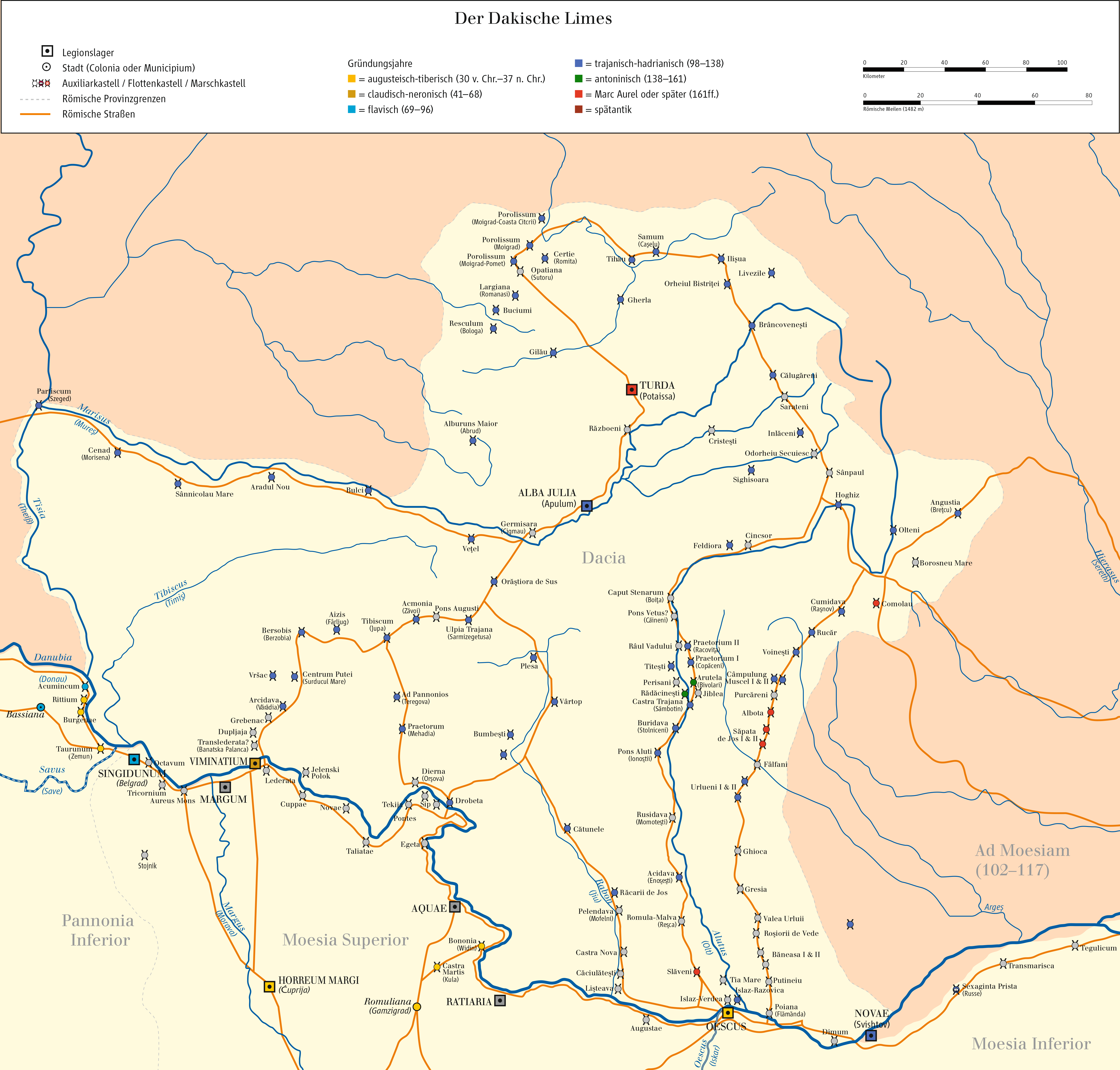
Verlauf der dakischen Limites

Das Bodendenkmal liegt im heutigen Siedlungsbild etwa einen Kilometer nördlich des Dorfes, westlich der Nationalstraße 6, in der Flur „Zidina“. Topographisch befindet es sich in dem Talengpass Timiș-Cerna auf einer flachen Hochterrasse, unmittelbar im Bereich der Mündung des Gebirgsbaches Bolvașnita in den Fluss Belareca. Das leicht verschobenes Viereck des Kastells sowie der Wall der ehemaligen Umwehrung sind noch deutlich im Gelände auszumachen. In antiker Zeit hatte die Kastellbesatzung die Aufgabe, die strategisch wichtige Straßenverbindung von Dierna über Teregova nach Tibiscum zu überwachen. Das Kastell befand sich zunächst in der Provinz Dacia superior, später in der Dacia Apulensis. In der spätrömischen Zeit war es ein vorgeschobener Posten an der Nordgrenze der Provinz Dacia ripensis.